# Easter Everywhere
Easter Everywhere är ett musikalbum av 13th Floor Elevators som släpptes i november 1967 på det lilla Texas-baserade skivbolaget International Artists. Skivan sålde aldrig i några stora kvantiteter och var svår att få tag i fram tills att den släpptes i nyutgåva på 1990-talet. Skivan blev den sista där sångaren Roky Erickson medverkade fullt ut, då han bara medverkade på fyra spår på gruppens sista album Bull of the Woods.

## Låtlista
Sida A
1. "Slip Inside This House" (Roky Erickson, Tommy Hall) – 8:02
2. "Slide Machine" (Powell St. John)– 3:42
3. "She Lives (In a Time of Her Own)" (R. Erickson, T. Hall) – 2:57
4. "Nobody to Love" (Stacy Sutherland) – 2:56
5. "Baby Blue" (cover på "It's All Over Now, Baby Blue") (Bob Dylan) – 5:15

Sida B
1. "Earthquake" (R. Erickson, T. Hall) – 4:49
2. "Dust" (R. Erickson, T. Hall) – 4:01
3. "I've Got Levitation" (T. Hall, S. Sutherland) – 2:38
4. "I Had to Tell You" (R. Erickson, Clementine Hall) –  2:27
5. "Postures (Leave Your Body Behind)" (R. Erickson, T. Hall) – 6:29

## Medverkande
Musiker
- Roky Erickson – sång, rytmgitarr, munspel
- Tommy Hall – elektrisk kanna
- Stacy Sutherland – sologitarr
- Dan Galindo – basgitarr
- Danny Thomas – trummor
- John Ike Walton – trummor ("She Lives (In a Time of Her Own)", "Levitation")
- Ronnie Leatherman – basgitarr ("She Lives (In a Time of Her Own)", "Levitation")
- Clementine Hall – bakgrundssång ("I Had to Tell You")

Produktion
- Lelan Rogers – producent
- Frank Davis – ljudtekniker
- Walt Andrus – ljudtekniker
- Guy Clark – foto
- Russell Wheelock – foto